# Демографија Црне Горе
Демографија Црне Горе обухвата приказ демографске структуре Црне Горе који се прецизно може пратити од 1909. године када је обављен први попис становништва. Тада је у Црној Гори живело 317.856 становника. Према попису становништва из 2023. године Црна Гора је имала 623.633 становника.

## Попис становништва уКњажевини Црној Гори

### Пописи становништва и други подаци 1862-1914.
- Верски састав Црне Горе по насељима 1862. године
- Верски састав Црне Горе по насељима 1880. године
- Верски састав Црне Горе по насељима 1913. године
- Верски састав Црне Горе по насељима 1914. године

### Попис становништва1909. године
Укупно - 317.856
Већину становништва чинили су православци (94,38%), док су остали углавном били муслимани.
Српским језиком је говорило 95% становништва, а у већем броју је било и становништва са албанским језиком као матерњим. 
Сматра се да је тадашњи број становника био прецењен и процењен је на око 220.000. Црногорска власт није сматрала за потребно да у пописним књигама има одредницу о националном карактеру свог становништва.

## Пописи становништва уКраљевини СХСиКраљевини Југославији

### Попис становништва1921. године
Укупно - 223.091
Језички састав:
Већина становништва је говорила српским и хрватским језиком: 205.550 (92,14%) , док су говорници албанског чинили најбројнију националну мањину (17. 133 становника). По регионима је лингвистичка структура била следећа:
За округе Андријевица, Бар, Колашин, Никшић, Подгорица и Цетиње је пописан број становника од 199.227 становника од којих говорника српског и хрватског језика 181.989 или 91,35%, а говорника албанског језика 16.838 или 8,45%.
У Округу Беране било је 23.864. становника од којих је хрватским и српским говорило 23.561 становника, а албанским 275 становника.
| Срез\Матерњи језик | српски и хрватски | албански | остали | укупно |
| ------------------ | ----------------- | -------- | ------ | ------ |
| Андријевица        | 23.865            | 746      | 13     | 24.624 |
| Бар                | 17.100            | 11.387   | 151    | 28.638 |
| Беране             | 23.561            | 275      | 28     | 23.864 |
| Колашин            | 14.878            | 7        | 14     | 14.899 |
| Никшић             | 50.455            | 42       | 19     | 50.516 |
| Подгорица          | 44.038            | 4.530    | 83     | 48.651 |
| Цетиње             | 31.653            | 126      | 129    | 31.899 |

### Попис становништва1931. године
Територија данашње Црне Горе је 1931. године била део Зетске бановине која је тада имала 925.516 становника. Црна Гора у данашњим границама имала је укупно 360.044 становника.
Језички састав:
- српски хрватски словеначки - 339.955 (94,42%)
- арнаутски - 18.098 (5,03%)

- Језички састав Црне Горе по насељима 1931. године

Верски састав:
- православци - 272.702 (75,74%)
- муслимани - 61.038 (16,95%)
- римокатолици - 26.070 (7,25%)

- Верски састав Црне Горе по насељима 1931. године

## Пописи становништва у Црној Гори од 1948. године

### Попис становништва1948. године
Укупно - 377.189
Етнички састав:
- Црногорци - 342.009 (90,67%)
- Албанци - 19.425 (5,15%)
- Хрвати - 6.808 (1,8%)
- Срби - 6.707 (1,78%)
- неопредељени муслимани - 387 (0,001%)

- Етнички састав Црне Горе по срезовима и градовима 1948. године
- Етнички састав Црне Горе по срезовима и градовима 1948. године

### Попис становништва1953. године
Етнички састав:
- Црногорци - 363.686 (86,62%)
- Албанци - 23.460 (5,58%)
- Срби - 13.864 (3,3%)
- Хрвати - 9.814 (2,34%)
- Југословени неопредељени - 6.424 (1,53%)

- Етнички састав Црне Горе 1953. године
- Удео Црногораца у Црној Гори 1953. године
- Удео Албанаца у Црној Гори 1953. године
- Удео Срба у Црној Гори 1953. године
- Удео неопредељених Југословена у Црној Гори 1953. године

- Етнички састав Црне Горе по срезовима и градовима 1953. године
- Етнички састав Црне Горе по срезовима и градовима 1953. године

### Попис становништва1961. године
Укупно - 471.894
Етнички састав:
- Црногорци - 383.988 (81,37%)
- Муслимани - 30.665 (6,5%)
- Албанци - 25.803 (5,47%)
- Срби - 14.087 (2,99%)
- Хрвати - 10.664 (2,62%)
- Југословени - 1.559 (0,33%)

- Етнички састав Црне Горе по насељима 1961. године
- Етнички састав Црне Горе по насељима 1961. године
- Удео Црногораца у Црној Гори по насељима 1961. године
- Удео Срба у Црној Гори по насељима 1961. године
- Удео Муслимана у Црној Гори по насељима 1961. године
- Удео Хрвата у Црној Гори по насељима 1961. године
- Етнички састав Црне Горе по општинама 1961. године
- Етнички састав Црне Горе по општинама 1961. године

### Попис становништва1971. године
Укупно - 529.604
Етнички састав:
- Црногорци - 355.632 (67,15%)
- Муслимани - 70.236 (13,26%)
- Срби - 39.512 (7,46%)
- Албанци - 35.671 (6,74%)
- Југословени - 10.943 (2,07%)
- Хрвати - 9.192 (1,74%)

- Етнички састав Црне Горе по насељима 1971. године
- Етнички састав Црне Горе по насељима 1971. године
- Удео Црногораца у Црној Гори по насељима 1971. године
- Удео Срба у Црној Гори по насељима 1971. године
- Удео Муслимана у Црној Гори по насељима 1971. године
- Удео Албанаца у Црној Гори по насељима 1971. године
- Етнички састав Црне Горе по општинама 1971. године
- Етнички састав Црне Горе по општинама 1971. године

### Попис становништва1981. године
Укупно - 584.310
Етнички састав:
- Црногорци - 400.488 (68,54%)
- Муслимани - 78.080 (13,36%)
- Албанци - 37.735 (6,46%)
- Југословени - 31.243 (5,67%)
- Срби - 19.407 (3,32%)
- Хрвати - 6.904 (1,81%)
- Роми - 1.471 (0,3%)

- Етнички састав становништва Црне Горе 1981. године
- Етнички састав Црне Горе по насељима 1981. године
- Етнички састав Црне Горе по насељима 1981. године
- Удео Црногораца у Црној Гори по насељима 1981. године
- Удео Срба у Црној Гори по насељима 1981. године
- Удео Муслимана у Црној Гори по насељима 1981. године
- Удео Албанаца у Црној Гори по насељима 1981. године
- Етнички састав Црне Горе по општинама 1981. године
- Етнички састав Црне Горе по општинама 1981. године

### Попис становништва1991. године
Укупно - 615.035
Етнички састав:
| - Црногорци - 380.467 (61,86%) - Муслимани - 89.614 (14,57%) - Срби - 57.453 (9,34%) - Албанци - 40.415 (6,57%) - Југословени - 26.159 (4,25%) - Хрвати - 6.244 (1,02%) |  | - Роми - 3.282 - Македонци - 1.072 - Словенци - 369 - Мађари - 205 - Немци - 124 - Руси - 118 |  | - остали: 1.496 - неизјашњени: 943 - регионално опредељени: 998 - непознато: 6.076 |  |  |

- Етнички састав Црне Горе по насељима 1991. године
- Удео Црногораца у Црној Гори по насељима 1991. године
- Удео Срба у Црној Гори по насељима 1991. године
- Удео Муслимана у Црној Гори по насељима 1991. године
- Удео Албанаца у Црној Гори по насељима 1991. године
- Етнички састав Црне Горе по општинама 1991. године
- Етнички састав Црне Горе по општинама 1991. године
- Етнички састав Црне Горе по општинама 1991. године

Језички састав:
- српски, хрватски, српско-хрватски или хрватско-српски језик - 510.320 (82,97%)
- албански - 43.907 (7,14%)

Од укупног броја етничких Муслимана само се 40.008 (44,64%) определило за различите варијанте српског језика, док је већина навела босански и бошњачки као матерњи језик.
Верски састав:
- православци - 425.133
- муслимани - 118.016
- католици - 27.153

Од укупног броја Црногораца било је 3.081 католика, 2.492 муслимана и 355.395 православаца; од укупног броја Албанаца било је 12.772 католика и 26.216 муслимана; од укупног броја Југословена било је 11.243 православних, 4.149 католика и 1.856 муслимана.
- Вероисповести у Црној Гори по насељима 1991. године
- Вероисповести у Црној Гори по насељима 1991. године
- Верски састав Црне Горе по насељима 1991. године
- Верски састав Црне Горе по насељима 1991. године
- Удео православца у Црној Гори по насељима 1991. године
- Удео муслимана у Црној Гори по насељима 1991. године
- Удео католика у Црној Гори по насељима 1991. године
- Верски састав Црне Горе по општинама 1991. године
- Верски састав Црне Горе по општинама 1991. године

### Попис становништва2003. године
Укупно - 620.145
У укупно становништво је урачунато и становништво расељено са Косова и Метохије чији је број 17.947. (Национална структура расељеног становништва је следећа: Црногорци 5.817, Срби 4.495, Роми 3.105, Муслимани 1.823, Египћани 1.539, Албанци 457, Бошњаци 333, Горанци 83, Ашкалије 79, Југословени 72, Хрвати 27, Македонци 23, Словенци 9, остали 53 и неизјашњени 32. Највише расељених било је у општинама Подгорица 6.635, Бар 2.568, Беране 2.420 и Плав 991.
Етнички састав:
| - Црногорци - 267.669 (43,16%) - Срби - 198.414 (31,99%) - Бошњаци - 48.184 (7,77%) - Албанци - 31.163 (5,03%) - Муслимани - 24.625 (3,97%) - Хрвати - 6.811 (1,10%) - Роми - 2.601 (0,42%) |  | - Југословени - 1.860 (0,30%) - Македонци - 819 (0,13%) - Словенци - 415 (0,07%) - Мађари - 362 (0,06%) - Руси - 240 (0,04%) - Египћани - 225 (0,04%) - Италијани - 127 (0,02%) |  | - Немци - 118 (0,02%) - остали - 2.180 (0,35%) - неизјашњени - 26.906 (4,34%) - регионално опредељени - 1.258 (0,20%) - непознато - 6.168 (1,00%) |  |  |

- Етнички састав становништва Црне Горе 2003. године - подаци по насељима
- Етнички састав Црне Горе по насељима 2003. године
- Етнички састав Црне Горе по насељима 2003. године
- Удео Албанаца у Црној Гори по насељима 2003. године
- Удео Муслимана у Црној Гори по насељима 2003. године
- Етнички састав Црне Горе по општинама 2003. године
- Етнички састав Црне Горе по општинама 2003. године
- Етнички састав Црне Горе по општинама 2003. године

Језички састав:
- српски - 393.740 (63,49%)
- црногорски: 136.208 (21,96%)
- албански - 32.603 (5,26%)
- бошњачки - 19.906 (3,21%)
- босански - 14.172 (2,29%)
- хрватски - 2.791 (0,45%)
- ромски - 2.602 (0,42%)
- неизјашњени: 13.902 (2,24%)

Од укупног броја Црногораца 156.374 (58,42%) навело је српски као матерњи језик, док је црногорски навело 106.214 лица; од укупног броја Срба 197.684 (99,63%) навело је српски језик као матерњи; од укупног броја Југословена 1.705 (91,67%) је навело српски као матерњи језик; од укупног броја Албанаца 30.382 (97,49%) је навело албански језик као матерњи; од укупног броја Бошњака 18.662 (38,73%) је навело бошњачки језик као матерњи, 13.718 (28,47%) је навело босански као матерњи, 12.549 (26,04%) је навело црногорски, а 2.723 (5,65%) је навело српски језик као матерњи; од укупног броја Муслимана 13.627 (55,34%) је навело црногорски као матерњи, 8.696 (35,31%) је навело српски за матерњи језик, 1.094 (4,44%) бошњачки, 414 албански и свега 282 лица је навело босански језик као матерњи; од укупног броја Хрвата 2.529 (37,13%) је навело српски за матерњи, 2.438 (35,80%) хрватски и 1.375 (20,19%) црногорски језик.
- Језици у Црној Гори по насељима 2003. године
- Српски језик у Црној Гори по насељима 2003. године
- Црногорски језик у Црној Гори по насељима 2003. године
- Албански језик у Црној Гори по насељима 2003. године
- Језици у Црној Гори по општинама 2003. године
- Језички састав Црне Горе по општинама 2003. године
- Језички састав Црне Горе по општинама 2003. године

Верски састав:
- православци - 460.383 (74,24%)
- муслимани - 110.034 (17,74%)
- католици - 21.972 (3,54%)
- неизјашњени: 13.867 (2,24%)
- није верник: 6.003 (0,97%)

Од укупног броја Црногораца 11.710 су муслимани, 5.000 католици, а 241.728 православци; од укупног броја Албанаца 8.126 су католици, а 22.834 су муслимани. Ово су једине две националности у Црној Гори са значајним бројем припадника две или више религија.
- Вероисповести у Црној Гори по насељима 2003. године
- Православци у Црној Гори по насељима 2003. године
- Муслимани у Црној Гори по насељима 2003. године
- Католици у Црној Гори по насељима 2003. године
- Вероисповести у Црној Гори по општинама 2003. године
- Верски састав Црне Горе по општинама 2003. године
- Верски састав Црне Горе по општинама 2003. године

### Попис становништва2011. године
Укупно - 620.029
Етнички састав:
- Црногорци - 278.865 (44,98%)
- Срби - 178.110 (28,73%)
- Бошњаци - 53.605 (8,65%)
- Албанци - 30.439 (4,91%)
- Муслимани - 20.537 (3,31%)
- Роми - 6.251 (1,01%)
- Хрвати - 6.021 (0,97%)

- Етнички састав Црне Горе по насељима 2011. године
- Удео Црногораца по насељима
- Удео Срба у по насељима
- Удео Бошњака по насељима
- Удео Албанаца по насељима
- Удео Муслимана по насељима
- Етнички састав Црне Горе по општинама 2011. године

Језички састав:
- српски - 265,895 (42,88%)
- црногорски: 229,251 (36,97%)
- босански - 33,077 (5,33%)
- албански - 32,671 (5,27%)
- ромски - 5,169 (0,83%)
- бошњачки - 3,662 (0,59%)
- хрватски - 2,791 (0,45)

- Језички састав Црне Горе по насељима 2011. године
- Проценат Српског језика по насељима
- Проценат Црногорског језика по насељима
- Проценат Босанског језика по насељима
- Проценат Албанског језика по насељима
- Језички састав Црне Горе по општинама 2011. године

Верски састав:
- православци - 446.858 (72,07%)
- муслимани - 118.477 (19,11%)
- католици - 21.299 (3,44%)

- Верски састав Црне Горе по насељима 2011. године
- Православци у Црној Гори по насељима 2011. године
- Муслимани у Црној Гори по насељима 2011. године
- Католици у Црној Гори по насељима 2011. године
- Верски састав Црне Горе по општинама 2011. године
- Верски састав Црне Горе по општинама 2011. године